# Аристо Кеаски
Аристо Кеаски (Грчки: Ἀρίστων ὁ Κεῖος; активан око 225 пре нове ере) био је перипатетички филозоф и родом са острва Кеа. Његово родно место био је град Иоулис.
Не треба га мешати са Аристом са Хиоса, стоичким филозофом из средине 3. века пре нове ере.
Аристо је био Ликов ученик. Он је наследио Стратона на челу перипатетичке школе од оквирно 269. п. н. е. После Ликове смрти (око 225), Аристо га је вероватно наследио на месту старешине школе. Иако је Аристо, према Цицерону, био човек од укуса и елеганције, имао је мањак привлачностии и енергије, што је спречило да његови списи стекну популарност коју иначе заслужују. Ово је можда био један од узрока занемаривања и губитка његових дела.
Судећи по оскудним сачуваним фрагментима, чини се да су његови филозофски погледи прилично блиско пратили а Лика. Диоген Лаертије, након што је набрајао дела Ариста са Хиоса, каже да су Панетије и Сосикрат сва ова дела, осим писама, приписали Аристу са Кеоса. Не може се утврдити да ли је ова атрибуција тачна. У сваком случају, једно од тих дела, Разговори о љубави, Атенеј више пута приписује Аристу са Цеоса. Једно Аристово дело које Диоген Лаертије није помињао названо је Лико у знак захвалности свом учитељу. У Грчкој антологији постоје и два епиграма који се обично приписују Аристу са Цеоса, иако нема доказа да је он аутор.